# سارة خيمينيز
سارة خيمينيز (بالإسبانية: Sarah Jiménez)‏ هي رسامة مكسيكية، ولدت في 3 فبراير 1927 في بيدراس نيغراس في المكسيك، وتوفيت في 13 مارس 2017 في مدينة مكسيكو في المكسيك بسبب قصور القلب.